# Francolim-do-cabo
O francolim-do-cabo (Pternistis capensis) é uma espécie de ave galiforme da família dos faisões (Phasianidae). É endémico da África Austral, onde é o maior francolim de sua distribuição. Ocorre na província do Cabo Ocidental na África do Sul e localmente para o norte até o sul da Namíbia. Se adaptou à vegetação exótica e a uma variedade de hábitats alterados pelo homem, mas o espaço para ninhos e poleiros é um pré-requisito. A espécie não está ameaçada.

## Taxonomia
O ornitólogo inglês John Latham descreveu o francolim-do-cabo em seu A General Synopsis of Birds em 1783. Ele usou o nome inglês "Cape partridge", mas não introduziu um nome latino. Seis anos depois, em 1789, quando o naturalista alemão Johann Friedrich Gmelin atualizou o Systema Naturae de Carl Linnaeus, ele incluiu uma descrição concisa da espécie, cunhou o nome binomial Tetrao capensis e citou o trabalho de Latham. O epíteto específico capensis é o latim para o Cabo da Boa Esperança. A espécie é agora colocada no gênero Pternistis que foi introduzido pelo naturalista alemão Johann Georg Wagler em 1832. O francolim-do-cabo é considerado monotípico: nenhuma subespécie é reconhecida. Seu parente mais próximo é o francolim-do-natal, que tem uma plumagem vermiculada semelhante.

## Distribuição e hábitat
É um residente comum nas regiões de veld e fynbos do Cabo Ocidental, especialmente em altitudes mais baixas, sendo substituído em altitudes elevadas pelo francolim-de-asa-cinzenta. Está presente no Carru em densidades mais baixas. A sua presença nos matos ao longo das margens dos rios inferiores Orange e Fish parece ser um fenómeno natural. Foi introduzido na Ilha Robben, onde se beneficia de um ambiente livre de parasitas. Costuma forragear em hábitats alterados, como parques, terras agrícolas, pomares, vinhedos e campos de Acacia cyclops invasoras.

## Hábitos
É uma ave de áreas abertas e raquíticas, de preferência perto de água corrente. Se reproduz na primavera e no início do verão, quando também é mais vocal. Seu ninho é feito sob um arbusto e forrado com grama e ramos, seis a oito ovos são postos (mas às vezes duas fêmeas colocam em um único ninho). Esta espécie pode se tornar muito mansa se a perturbação for pouca e se alimentará em jardins, beira de estradas ou com galinhas-domésticas. Prefere correr em vez de voar ao ser perturbado, porém voa rápido e fortemente quando assustado ou pressionado. O chamado é um cackalac-cackalac-cackalac.

## Descrição
O francolim-do-cabo mede aproximadamente 40–42 cm (16–17 in) de comprimento. O macho pesa em torno de 600–915 g (1,323–2,017 lb), sendo maior que a fêmea, que pesa aproximadamente 435–659 g (0,959–1,453 lb). Este grande francolim parece todo escuro de longe, exceto pelas pernas vermelhas, mas quando visto de perto a plumagem é finamente vermiculada em cinza e branco, com coroa e nuca cinzentas.
Os sexos são semelhantes em plumagem, mas o macho tem duas esporas nas pernas, enquanto a fêmea pode ocasionalmente ter uma espora curta. Os jovens são semelhantes aos adultos, mas tem pernas mais opacas e vermiculações mais claras. É improvável que esse francolim seja confundido com qualquer outra espécie em sua área de alcance.